# Глюкоза
Глюкозата  (ост. гликоза) (хим. формула C6H12O6) е прост монозахарид, един от най-важните въглехидрати в биологията. Клетките я използват като източник на енергия и посредник в обмяната на веществата. Глюкозата е един от главните продукти на фотосинтезата и се разгражда при клетъчното дишане както при прокариотите, така и при еукариотите – процес, при който се отделя енергия.
Два изомера на алдохексозните захари са известни като глюкоза, но само естествената ѝ форма (D-глюкоза), известна също като декстроза особено в хранителната промишленост, е биологически активна. Молекулите на глюкозата, фруктозата и галактозата имат един и същи състав, но различен строеж – те са изомери. Глюкозата има шест въглеродни атома. Първият влиза в състава на алдехидна група, а другите пет са свързани с по една хидроксилна група.
Глюкозата под формата на интравенозен разтвор на захариди е в Списъка на основни и есенциални медицински средства на СЗО.

## Структура
Глюкозата съдържа шест въглеродни атома и една алдехидна група, поради което е алдохексоза. Молекулата на глюкозата може да съществува като отворена верига (ациклична форма) или под формата на пръстен (циклична форма), като последната е резултат от вътрешномолекулна реакция между алдехидния C атом и C-5 хидроксилната група, образуваща вътрешномолекулен хемиацетал. Във воден разтвор двете форми са в равновесие, като при pH 7 цикличната форма преобладава. Тъй като пръстенът съдържа 5 въглеродни атома и един кислороден атом, което прилича на структурата на пирана, глюкозата в тази форма се нарича също глюкопираноза. В този пръстен всеки въглероден атом е свързан с една странична хидроксилна група с изключение на петия, който е свързан с шести въглероден атом извън пръстена, образувайки CH2OH група.
Алдохексозните захари имат 4 оптични центъра и дават 24 = 16 оптични стереоизомера. Те се разделят в две групи, L и D, с по 8 захари всяка. Глюкозата е една от захарите и L и D-глюкозата са два от стереоизомерите. Само 7 от захарите се съдържат в живите организми, сред които D-глюкозата (glu), D-галактозата (Gal) и D-манозата (Man) са най-важни. Тези осем изомера (заедно с глюкозата) всички са диастереоизомери по отношение един на друг и са от D-серията.

Когато глюкозата е в циклична форма, в C-1 (наричан „аномеричен въглероден атом“) се създава един допълнителен асиметричен център и могат да се формират две циклични структури, наречени аномери – α-глюкоза и β-глюкоза. Те се различават структурно по ориентацията на хидроксилната група, свързана с C-1 в пръстена. Когато D-глюкозата е нарисувана като проекция на Хауърт, обозначението α означава, че хидроксилната група, свързана с C-1 е под равнината на пръстена, а β – че тя е над равнината на пръстена. α и β формите се преобразуват една в друга в разстояние на часове във воден разтвор, докато достигнат стабилно съотношение от α:β 36:64, в процес, натречен „мутаротация“. 
- Проекция на Фишер на цикличната форма на D-глюкоза
- Ациклична форма на D-глюкоза
- α-D-глюкопираноза
- β-D-глюкопираноза
- Ациклична форма
- Ациклична форма
- α-D-глюкопираноза
- β-D-глюкопираноза

## Физични свойства
Чистата глюкоза е безцветно кристално вещество. Има сладък вкус. Глюкозата или така наречената гроздова захар е много добре разтворима във вода. При загряване първоначално тя се стапя, след това се карамелизира, а накрая се овъглява.
Глюкозата проявява някои специфични свойства. Под действието на ензима цимаза протича спиртна ферментация:
C6H12O6→2C2H5OH + 2CO2
Под действието на други ензими протичат други ферментационни процеси, при които се образуват млечна киселина, ацетон и други. В човешкия организъм се окислява до въглероден диоксид и вода, при което се отделя голямо количество топлина, която е нужна на организма:
C6H12O6 + 6O2→ 6H2O + 6CO2 +Q

## Производство

### Естествено
1. Глюкозата е един от продуктите на фотосинтезата при растенията и някои прокариоти.
2. При животните и гъбите глюкозата се получава в резултат на разпадането на гликоген – процес, познат като гликогенеза. При растенията веществото, което се разпада, е скорбяла.
3. При животните глюкоза се синтезира в черния дроб и бъбреците от невъглехидратни междинни продукти като пируват и глицерол в процес, наречен глюконеогенеза.

### Промишлено
Глюкозата се произвежда промишлено чрез ензимна хидролиза на нишесте. Като източник на нишесте могат да се използват много култури. В различните части на света са използват царевица, ориз, пшеница, картофи, маниока, тропическото растение Marantha arundinacea и саго. В САЩ се използва почти изключително царевично нишесте.
Ензимният процес има два стадия: 1-ви етап – втечняване на нишестето и 2-ри етап – озахаряване. Първия етап продължава около 1 – 2 часа при pH 5,4 – 6,0, температура 100 – 110 °C и в присъствието на термостабилна алфа-амилаза, нишестения разтвор с Baume 18 – 23 се хидролизира в по-къси въглехидратни вериги, съдържащи средно 5 – 10 глюкозни остатъка. При някои разновидности на този процес нишестената смес се загрява за кратко до 130 °C или повече един или няколко пъти. Тази топлинна обработка увеличава разтворимостта на нишестето във вода, но деактивира ензима, при което към сместа трябва да се добавя ново количество ензим след всяко загряване.
При втората стъпка, позната като озахаряване, частично хидролизираното нишесте се хидролизира напълно до глюкоза чрез използване на ензима глюкоамилаза, получен от гъбата Aspergillus niger. Типичните условия за реакцията са pH 4,0 – 4,5, 60 °C и въглехидратна концентрация от 30 – 35 тегловни %. При тези условия нишестето може да се преобразува в глюкоза при добив от 96% след 1 – 4 дни. При по-разредени разтвори могат да се получат и по-високи добиви, но този подход изисква по-големи реактори и обработка на по-големи обеми вода и по принцип не е икономически изгоден. Полученият глюкозен разтвор след това се пречиства чрез филтриране и се концентрира в многоефектен изпарител. Накрая се образува D-глюкоза в твърдо състояние чрез многократна кристализация.

## Функции
Може да се спекулира относно причините глюкозата, а не някой друг монозахарид като фруктозата (Fru), да се използва толкова широко в еволюцията/екосистемите/обмяната на веществата. Глюкоза може да се образува от формалдехид при абиотични условия, така че тя може да е била на разположение на примитивните биохимични системи. Вероятно по-важна за напредналия живот в ниската склонност на глюкозата в сравнение с други хексозни захари да реагира неспецифично с аминогрупите на белтъците. Тази реакция (гликация) потиска или спира функционирането на много ензими. Ниската степен на гликация се дължи на предпочитанието на глюкозата към по-слабо реактивния цикличен изомер. Въпреки това много от дългосрочните усложнения на диабета (напр. слепота, бъбречна недостатъчност и периферна невропатия) вероятно се дължат на гликация на белтъци и липиди. Гликолизацията е друг важен тип реакция, на която е подложена глюкозата.

### Като енергиен източник
Глюкозата е срещано навсякъде в биологията гориво. Въглехидратите са ключов източник на енергия за човешкото тяло и осигуряват 4 килокалории (17 килоджаула) хранителна енергия на грам. Разпадането на въглехидратите (напр: нишестето) дава моно- и дизахариди, по-голямата част от които е глюкоза. Чрез гликолиза и по-нататък в реакциите на цикъла на Кребс глюкозата се окислява, за да се получи накрая въглероден диоксид и вода, отделяйки енергия предимно под формата на аденозин трифосфат (АТФ). Инсулиновата реакция и други механизми регулират концентрацията на глюкоза в кръвта. Високото ниво на кръвна захар е показание за преддиабетично или диабетично състояние.

#### Глюкозата в гликолизата
Използването на глюкоза като енергиен източник в клетките става чрез метаболитния път на гликолизата. Първата стъпка от него е фосфорилиране на глюкозата от хексокиназата, за да бъде тя подготвена за по-късно разпадане с отделяне на енергия.
Основната причина за незабавното фосфорилиране на глюкозата от хексокиназата е да се предотврати дифузията ѝ навън от клетката. Фосфорилирането добавя една заредена фосфатна група, така че глюкозо-6-фосфатът не може да премине лесно през клетъчната мембрана.

### Като прекурсор
Глюкозата има критична роля в производството на белтъци и липидната обмяна на веществата. Също така при растенията и повечето животни тя е прекурсор за производството на витамин C (аскорбинова киселина).
Глюкозата се използва като прекурсор за синтеза на няколко важни вещества. Нишестето, целулозата и гликогенът (животинското нишесте) са често срещани полимери на глюкозата (полизахариди). Лактозата, основната захар в млякото и глюкозно-галактозен дизахарид. В захарозата, друг важен дизахарид, глюкозата е свързана с фруктоза.

## В медицината
Количествата на глюкоза имат отношение към заболявания като диабет и съпътстващи заболявания като хипотиреоидизъм.